# Анисимов, Валентин Ефимович
Валенти́н Ефи́мович Ани́симов (15 апреля 1925, Казань – 20 августа 1987, Москва) - советский врач, терапевт, доктор медицинских наук (1964), профессор (1965) кафедры пропедевтики внутренних болезней Второго Московского медицинского института (1980-1987).

## Биография
Родился 15 апреля 1925 года в Казани, Татарская АССР, РСФСР.
В 1948 году окончил лечебной факультет Казанского государственного медицинского института, был оставлен в ординатуре при кафедре факультетской терапии, где был учеником профессора 3алмана Малкина.
В 1952 году защитил кандидатскую диссертацию. В течение года находился в командировке в Пхеньяне (КНДР), где работал терапевтом. Вернувшись в Казань, продолжил работу на кафедре факультетской терапии. В 1960 году избран доцентом этой кафедры. 
В 1964 году защитил докторскую диссертацию на тему «Биохимические изменения при коронарном атеросклерозе и их клиническое значение». В 1965 году ему было присвоено ученое звание профессора кафедры.
В 1969 году назначен заведующим кафедрой факультетской терапии Казанского медицинского института. С 1962 по 1971 год одновременно занимал должность проректора по научной работе Казанского медицинского института. 
В 1971 году Анисимов начинает работать в Москве в 4-м Главном управлении при Министерстве здравоохранения СССР. В 1975 году стал заведующим научно-исследовательской лабораторией высшего медицинского образования Второго Московского медицинского института. 
С мая 1980 года и до самой своей кончины преподавал профессором кафедры пропедевтики внутренних болезней Второго Московского мединститута. Под руководством Валентина Анисимова защищены две докторские и десять кандидатских диссертаций. Написал более 200 научных публикаций, в том числе 4 монографий. Его монография «Биохимия и клиника липоевой кислоты» в 1969 году была удостоена Диплома I степени на конкурсе Министерства здравоохранения РСФСР. Монография «Витамин В 15» была переведена на три иностранных языка.. 
Умер 20 августа 1987 года в Москве.